# Ultimo (Manga)
Ultimo (jap. 機巧童子ULTIMO, Karakuri Dōji Ultimo) ist eine Mangaserie von Stan Lee und Hiroyuki Takei. Dabei stammt das Konzept von Stan Lee, die weitere Entwicklung der Geschichte und die Zeichnungen übernahm Hiroyuki Takei. Der Manga erschien zwischen 2008 und 2015 in Japan und ist in die Genres Action, Science-Fiction und Shōnen einzuordnen.

## Inhalt
Im Japan des 12. Jahrhunderts erschafft Dr. Dunstan zwei „Karakuri Dōji“, mechanische Puppen oder Roboter, die das absolut Gute und das absolut Böse verkörpern. Das Gute, Ultimo, und das Böse, Vice, sollen nach 1000 Jahren wieder erwachen und im Kampf gegeneinander zeigen, welche Kraft stärker ist.
Als Ultimo und Vice wieder erwachen, fechten sie ihren Kampf sogleich in Tokio aus, bleiben danach aber zunächst beide schwer angeschlagen zurück. Der junge Agari Yamato (東 大和), Wiedergeburt eines Banditen aus Dunstans Zeit, trifft Ultimo nach dessen ersten Kampf und wird so in den Konflikt der Roboter hineingezogen. Bald tauchen auch andere Karakuri Dōji auf, die ebenso um das Schicksal der Welt kämpfen und durch all deren Aktivität droht große Gefahr. Um dem zu begegnen, will Yamato mit Ultimos Hilfe das Gute und das Böse besser kennenlernen, indem er jeden der Karakuri Dōji nacheinander trifft.

## Veröffentlichung
Im Magazin Jump Square Second (Jump SQ.II) erschien beim Verlag Shūeisha am 18. April 2008 ein Pilotkapitel der Geschichte. Die Serie startete in der Ausgabe 3/2009 des Magazins Jump Square am 4. Februar 2009, wechselte dann aber beginnend mit der Ausgabe 3/2012 vom 19. Februar 2012 in das Schwestermagazin Jump SQ.19. Im Oktober 2015 wurde die Veröffentlichung beendet. Es erschienen zwölf Sammelbände.
Eine deutsche Veröffentlichung erschien von Oktober 2012 bis Oktober 2016 vollständig bei Egmont Manga. In Nordamerika wurde der Manga von Viz Media im dortigen Shonen Jump veröffentlicht.